# Antonaves
Antonaves era una comuna francesa situada en el departamento de Altos Alpes, de la región de Provenza-Alpes-Costa Azul, que el uno de enero de 2016 pasó a ser una comuna delegada de la comuna nueva de Val-Buëch-Méouge al unirse con las comunas de Châteauneuf-de-Chabre y Ribiers.

## Demografía
| Gráfica de evolución demográfica de Antonaves entre 1800 y 2013 |
|                                                                 |

Los datos demográficos contemplados en este gráfico de la comuna de Antonaves se han cogido de 1800 a 1999 de la página francesa EHESS/Cassini, y los demás datos de la página del INSEE.